# Col Sella
Pour les articles homonymes, voir Sella.
Le col Sella (en italien : passo Sella, en allemand : Sellajoch) est un col des Dolomites s'élevant à 2 213 mètres d'altitude dans le Trentin-Haut-Adige entre les provinces de Bolzano et de Trente en Italie.

## Géographie

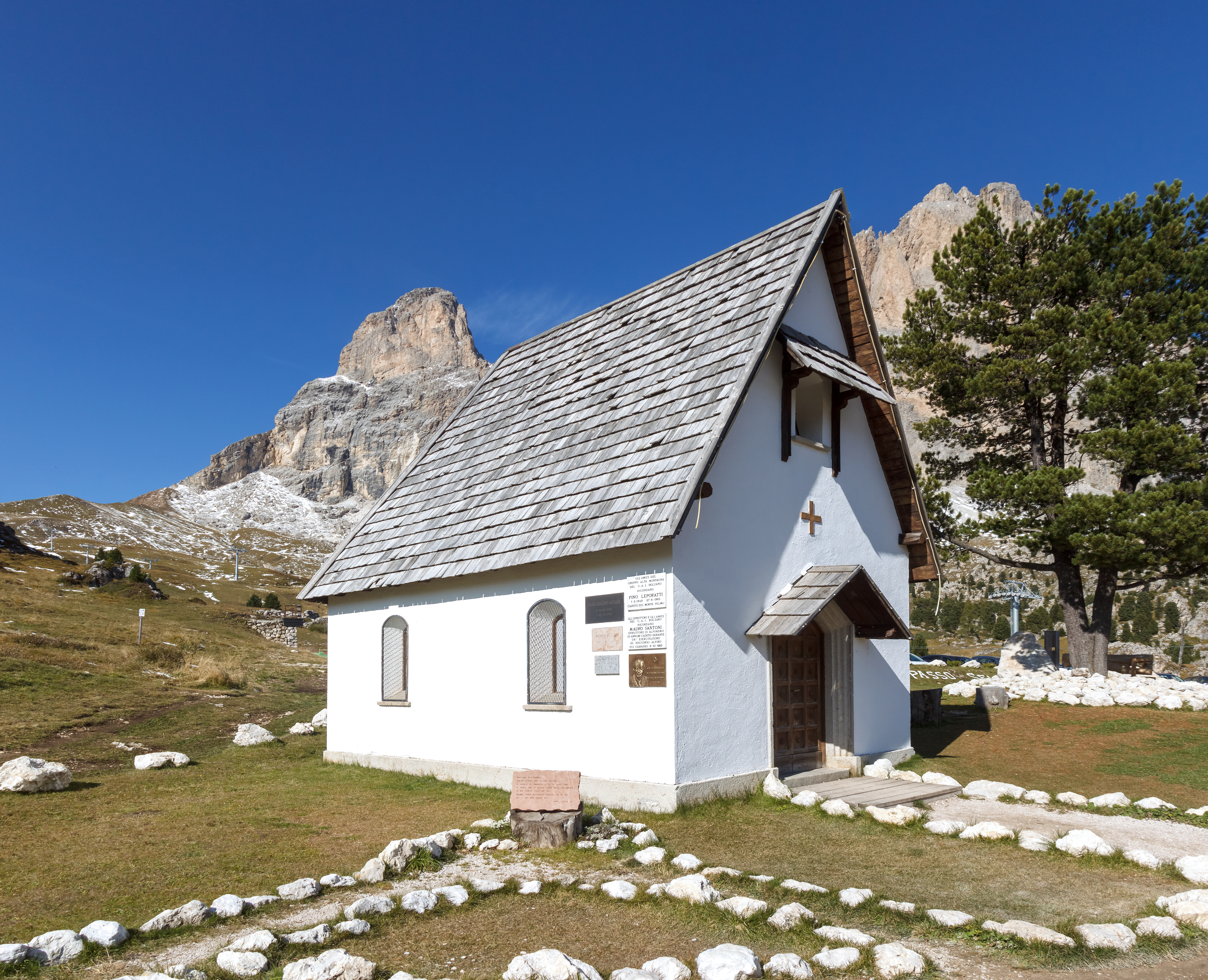
Petite église située au col.

Le col Sella relie Selva dans le val Gardena (Tyrol du Sud) à Canazei dans le val di Fassa (Trentin). Le col s'étend entre le groupe du Sella à l'est et le Sassolungo à l'ouest.
Diverses informations circulent sur l'altitude du col Sella. Le point le plus bas du bassin versant entre le val Gardena et le val di Fassa est généralement estimé à 2 213, ou 2 218 m,. L'altitude largement admise de 2 240 m se rapporte au point haut de la route situé quelque peu à l'est.

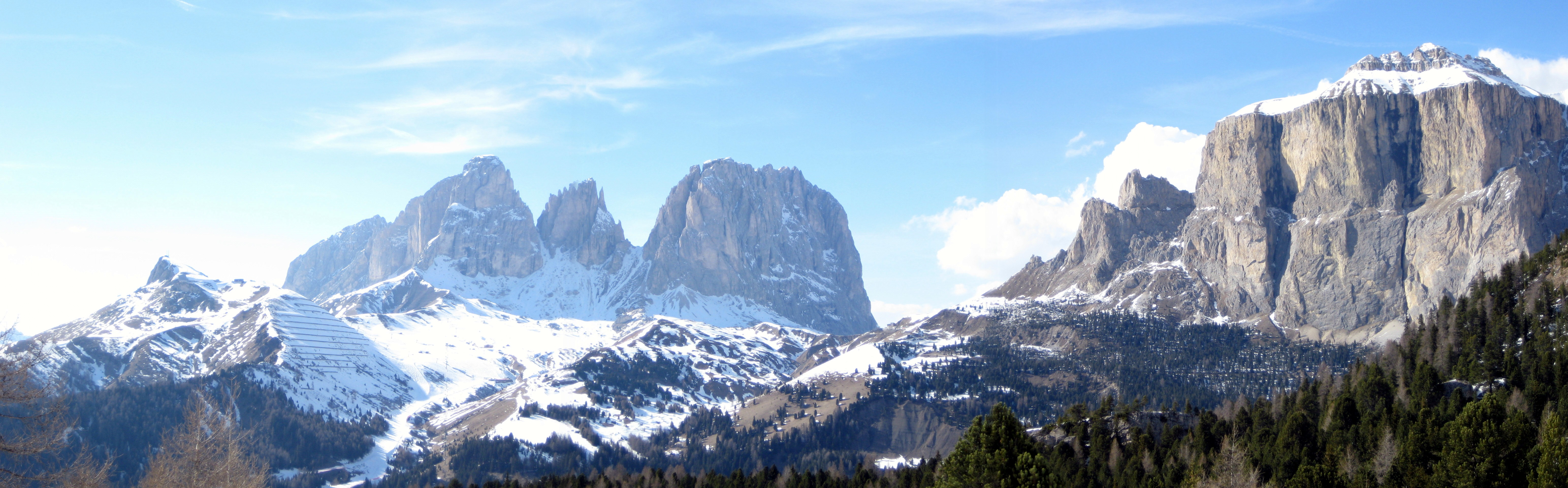
Le col Sella vu du fond de la vallée du côté du val di Fassa.

## Histoire

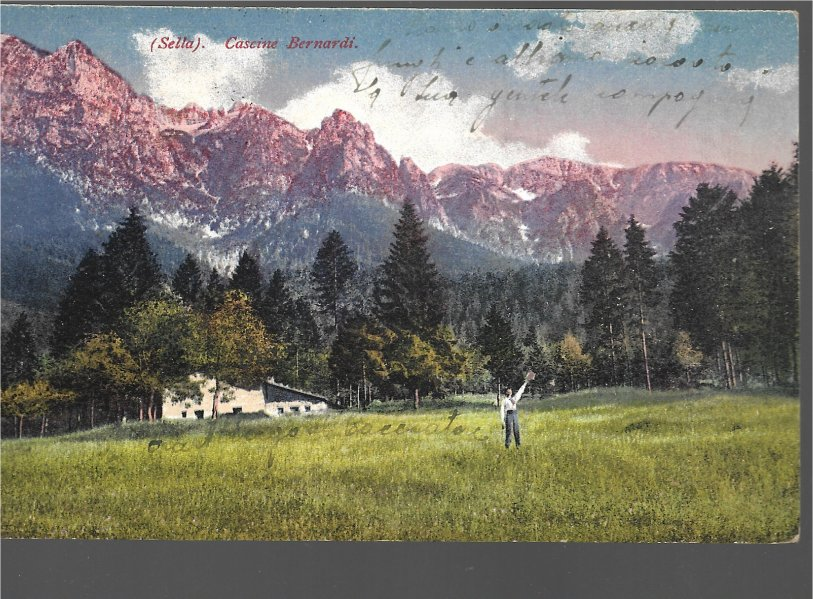
Une carte postale du col, 1923.

Les découvertes archéologiques (pointes de flèche, tessons de céramique) parlent d'un établissement humain dès l'Âge de la pierre dans la région. Cependant, l'utilisation du col dans l'Antiquité et au Moyen Âge n'est pas documentée.
La route du col, qui fait maintenant partie de la SS 242 — dite Val Gardena e Passo Sella —, a été achevée en 1872. Le premier refuge (refuge Carlo Valentini) au col Sella, qui accueillait principalement des voyageurs commerciaux, a été construit en 1884 par Carlo Valentini au col. La construction du refuge passo Sella (construit par l'Association alpine allemande et autrichienne) a suivi en 1904 (reconstruit en 2013), puis un autre (Maria Flora) a été construit en 1934. Les trois sites d'hébergement existent toujours et sont utilisés pour le tourisme.
Le 14 juillet 1946, le col Sella a été le théâtre d'un grand rassemblement des Ladins (avec plus de 3 000 participants) en faveur de la reconnaissance de leur groupe ethnique,.
Le premier téléphérique de la Première Guerre mondiale a été utilisé pour ravitailler les troupes. Avec l'essor du tourisme dans les Dolomites au milieu des années 1950, des remontées mécaniques supplémentaires, des sentiers de randonnée, des via ferratas et des pistes de ski ont été créés.

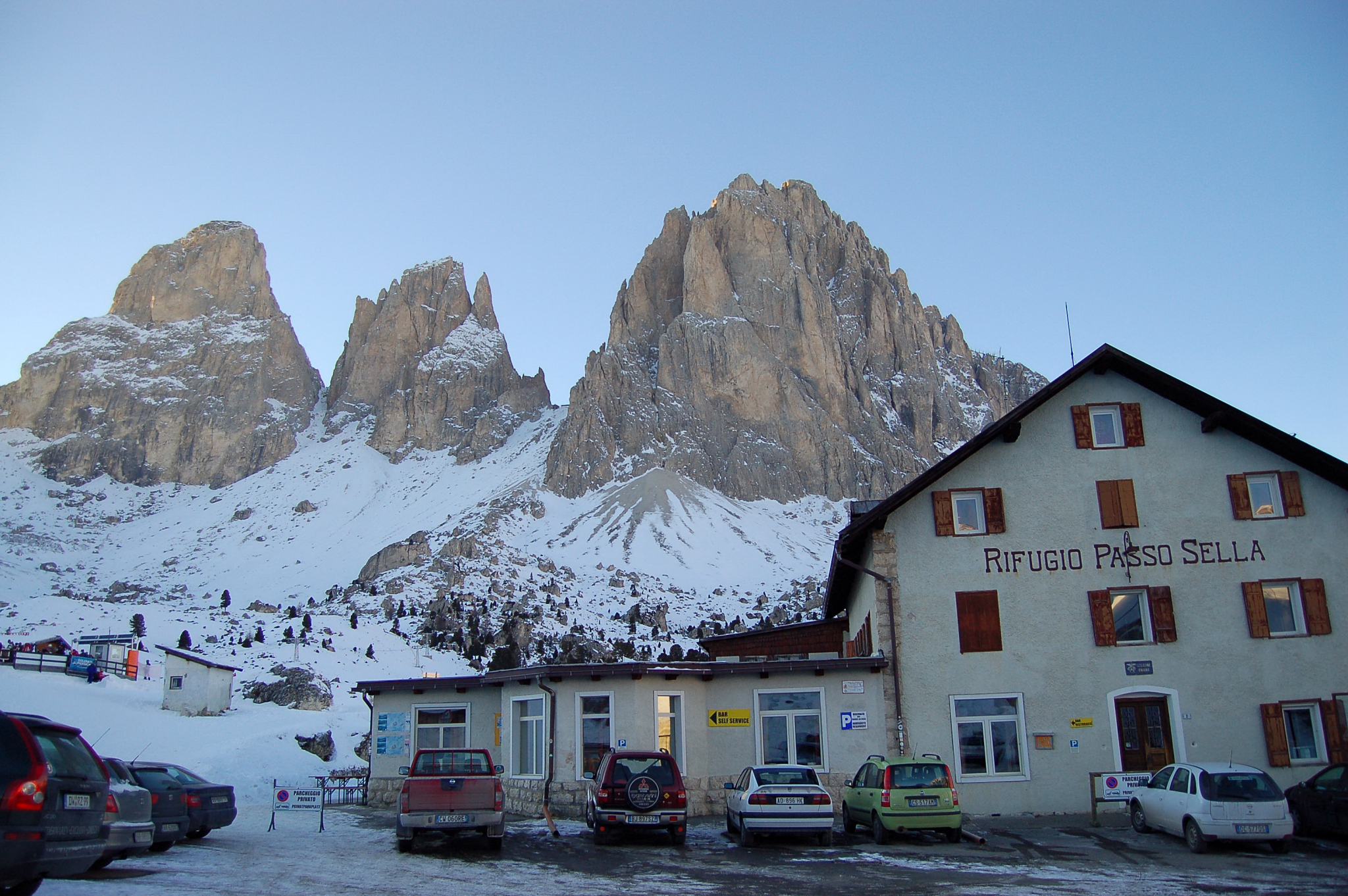
Le refuge Passo Sella.
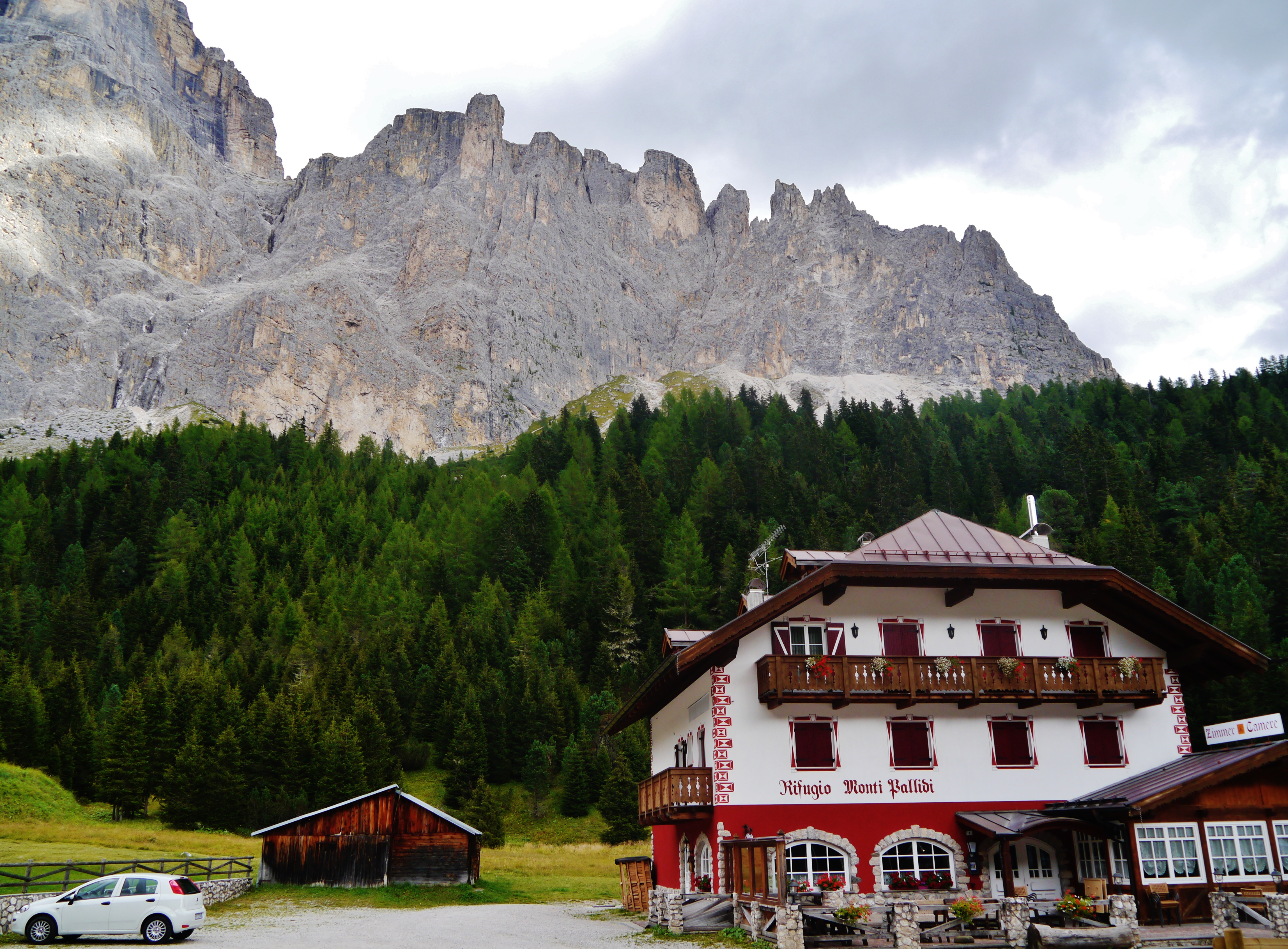
Le refuge Monti Pallidi, situé entre Canazei et le col Sella.
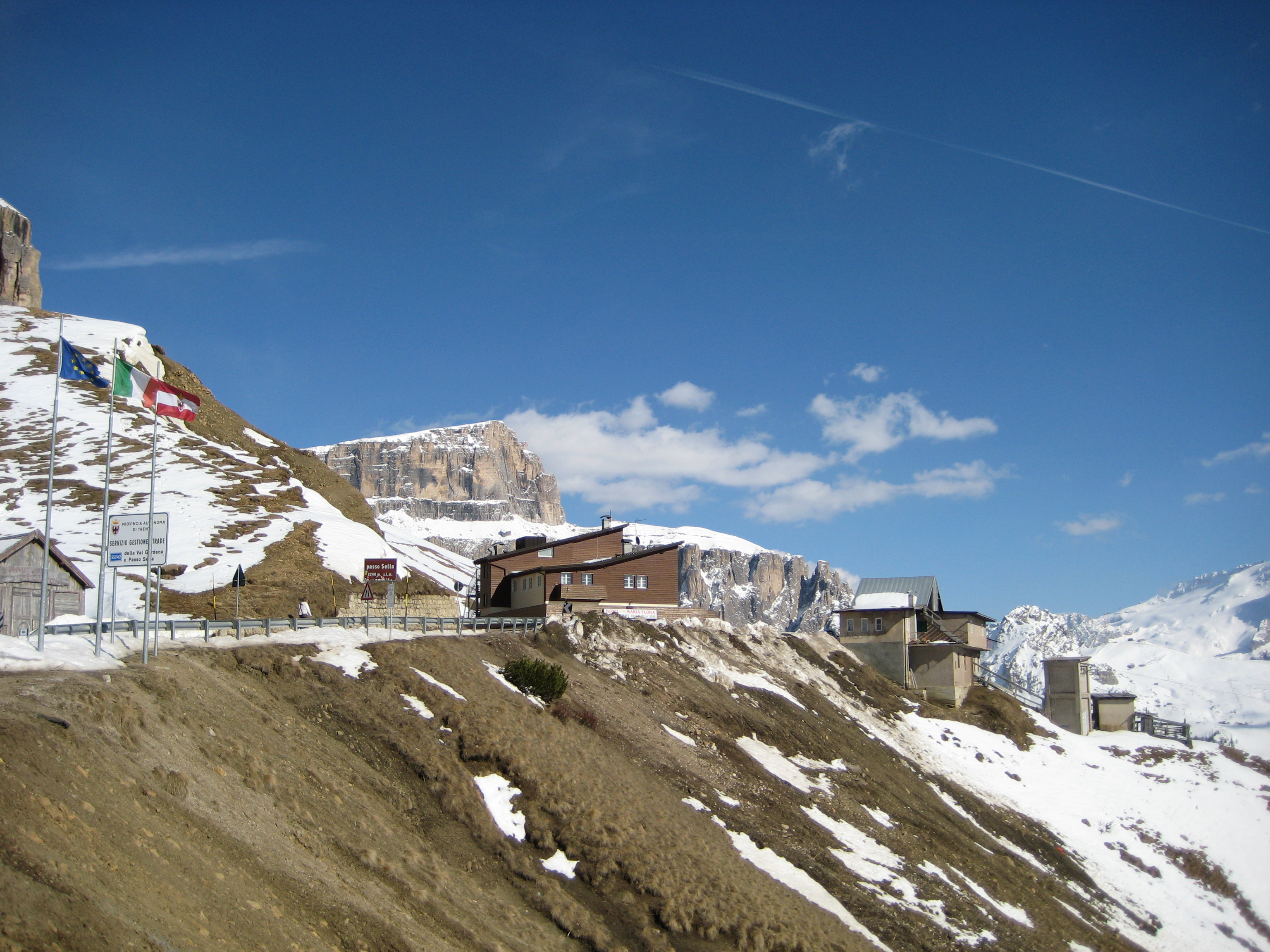
Le refuge Maria Flora au col.

## Activités

### Ski
Le col Sella, avec le col Pordoi, le col Gardena et le col de Campolongo, forme la Sellaronda, un itinéraire de ski autour du groupe montagneux homonyme.
Un domaine skiable se trouve aussi à environ 2 km plus au nord du côté du val Gardena, en aval du col. Il est accessible par des téléphériques et des remontées mécaniques à partir de Selva. En hiver, le domaine est relié au domaine skiable Dolomiti Superski.

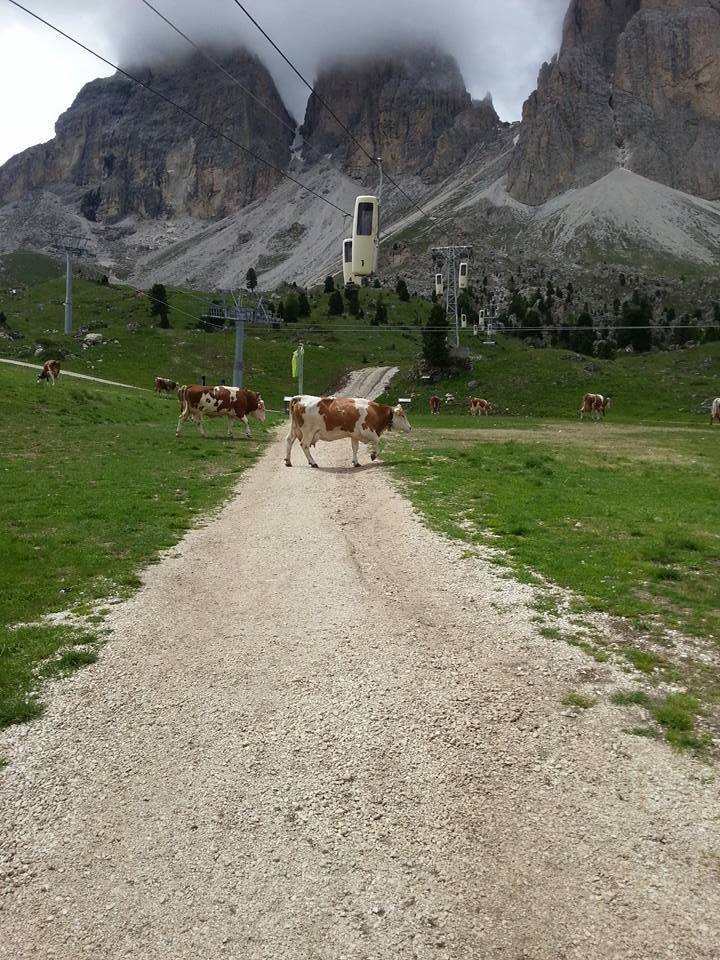
La télécabine Forcella del Sassolungo en été.
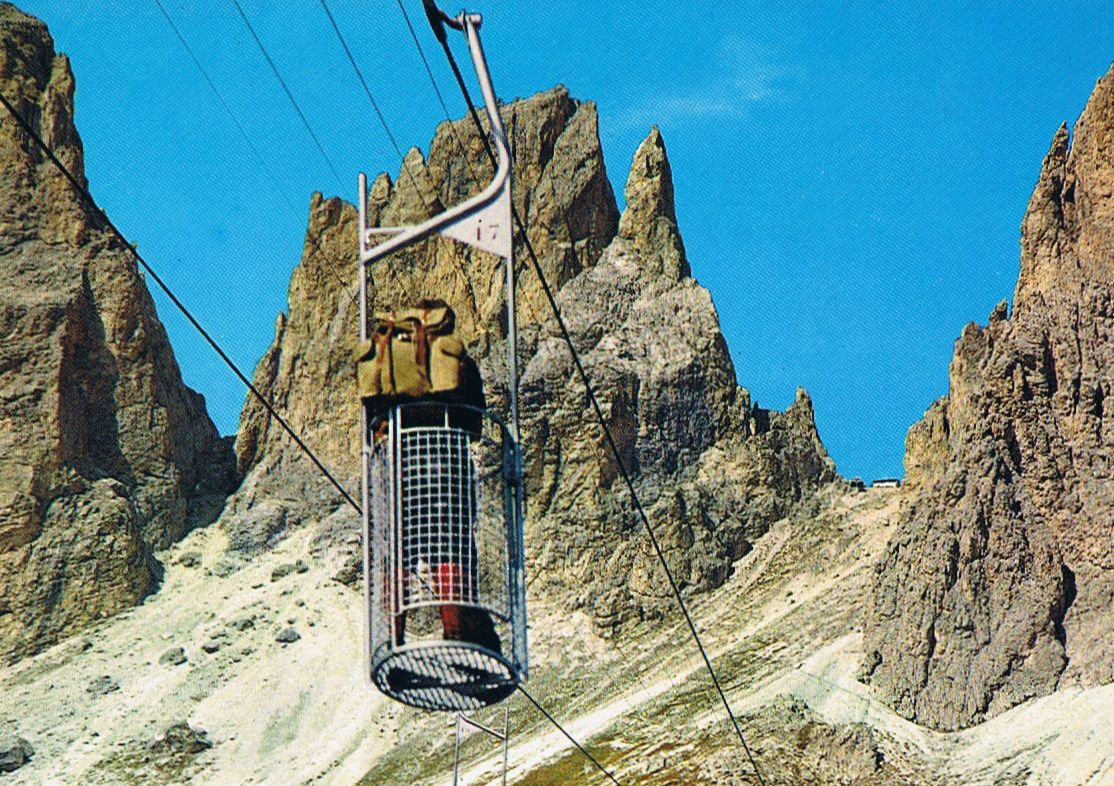
La télécabine Forcella del Sassolungo en été.
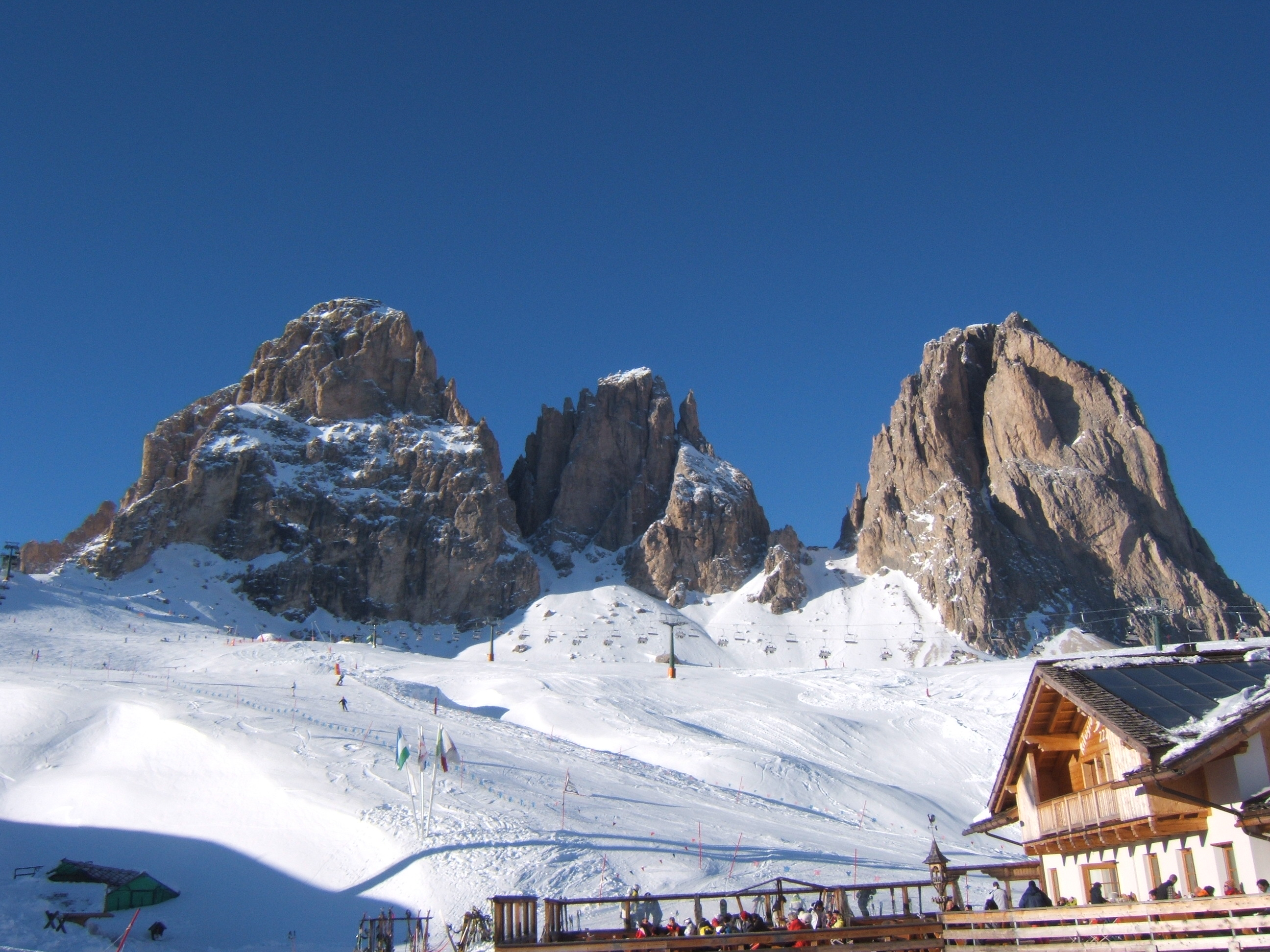
La station de ski alpin.

### Cyclisme

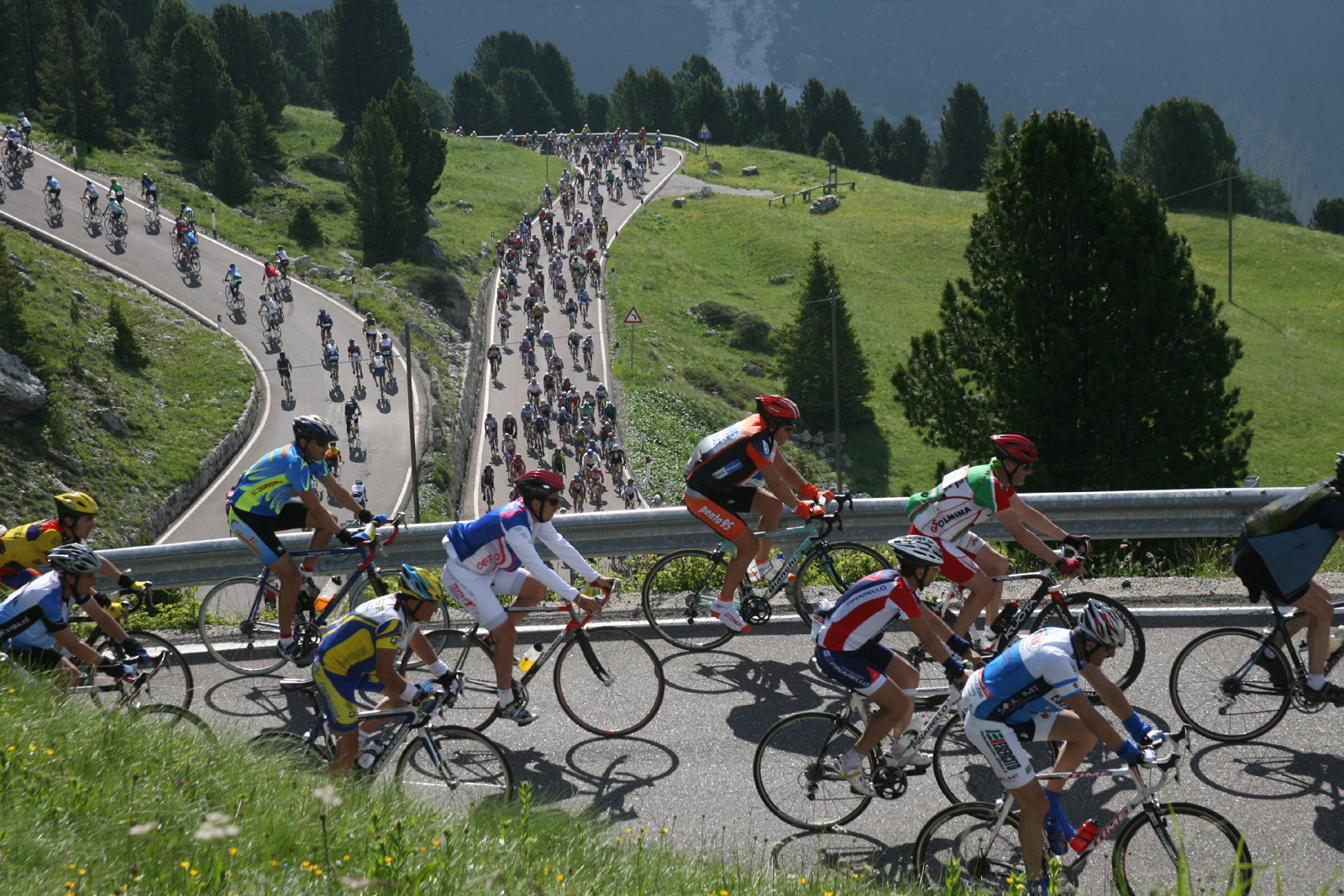
Le Marathon des Dolomites dans l'ascension du col Sella, 2008.

Le col Sella est l'une des destinations les plus appréciées des cyclistes, gravi à plusieurs reprises par le Giro d'Italia.
Il constitue l'un des quatre cols de l'itinéraire cyclable Sellaronda (également appelé Giro del Gruppo del Sella ou Giro dei quattro passi) qui consiste à gravir successivement les cols Campolongo, Gardena, Sella, et Pordoi, à partir d'Arabba, frazione de Livinallongo del Col di Lana, Corvara in Badia, Selva di Val Gardena ou Canazei.
Chaque année, le percorso maratona du Marathon des Dolomites passe au col Sella.

#### Tour d'Italie
Le col Sella a été escaladé pour la première fois par le Giro en 1940, puis a ensuite été gravi plusieurs fois dans les années suivantes, souvent avec les cols Gardena ou Pordoi à proximité. À 4 reprises (1969, 1976, 1998 et 2024), le col a été Cima Coppi, point culminant de la course. Ci-dessous, les éditions du Giro qui sont passées par le col (en gras : Cima Coppi).
| Année | Étape                                     | Premier au col       | Ascension depuis                   |
| ----- | ----------------------------------------- | -------------------- | ---------------------------------- |
| 1940  | 17e : Pieve di Cadore > Ortisei           | Gino Bartali         | Val di Fassa (col Pordoi)          |
| 1952  | 11e : Venezia > Bolzano                   | Fausto Coppi         | Val di Fassa (col Pordoi)          |
| 1953  | 19e : Auronzo di Cadore > Bolzano         | Fausto Coppi         | Val di Fassa (col Pordoi)          |
| 1969  | 21e : Rocca Pietore > Cavalese            | Claudio Michelotto   | Val Gardena (col Gardena)          |
| 1970  | 20e : Dobbiaco > Bolzano                  | Luciano Armani       | Val di Fassa (col Pordoi)          |
| 1976  | 19e : Longarone > Torri del Vajolet       | Andrés Gandarias     | Val Gardena (col Gardena)          |
| 1977  | 18e : Cortina d'Ampezzo > Pinzolo         | Ueli Sutter          | Val Gardena (col Gardena)          |
| 1983  | 20e : Selva di Val Gardena > Arabba       | Alessandro Paganessi | Val di Fassa (col Pordoi)          |
| 1984  | 20e : Selva di Val Gardena > Arabba       | Laurent Fignon       | Val di Fassa (col Pordoi)          |
| 1987  | 16e : Sappada > Canazei                   | Jean-Claude Bagot    | Val Gardena (col Gardena)          |
| 1990  | 16e : Dobbiaco > Col Pordoi               | Maurizio Vandelli    | Val Gardena (col Gardena)          |
| 1997  | 19e : Predazzo > Falzes                   | José Jaime González  | Val Gardena (Selva di Val Gardena) |
| 1998  | 17e : Asiago > Selva di Val Gardena       | Marco Pantani        | Val di Fassa (Canazei)             |
| 2000  | 13e : Feltre > Selva di Val Gardena       | Gilberto Simoni      | Val di Fassa (Canazei)             |
| 2002  | 17e : Corvara in Badia > Folgaria         | Ruber Marín          | Val Gardena                        |
| 2005  | 13e : Mezzocorona > Ortisei               | José Rujano          | Val di Fassa (Canazei)             |
| 2016  | 14e : Farra d'Alpago > Corvara in Badia   | David López García   | Val di Fassa (col Pordoi)          |
| 2024  | 17e : Selva di Val Gardena > Passo Brocon | Giulio Pellizzari    | Val Gardena (Selva di Val Gardena) |

### Escalade

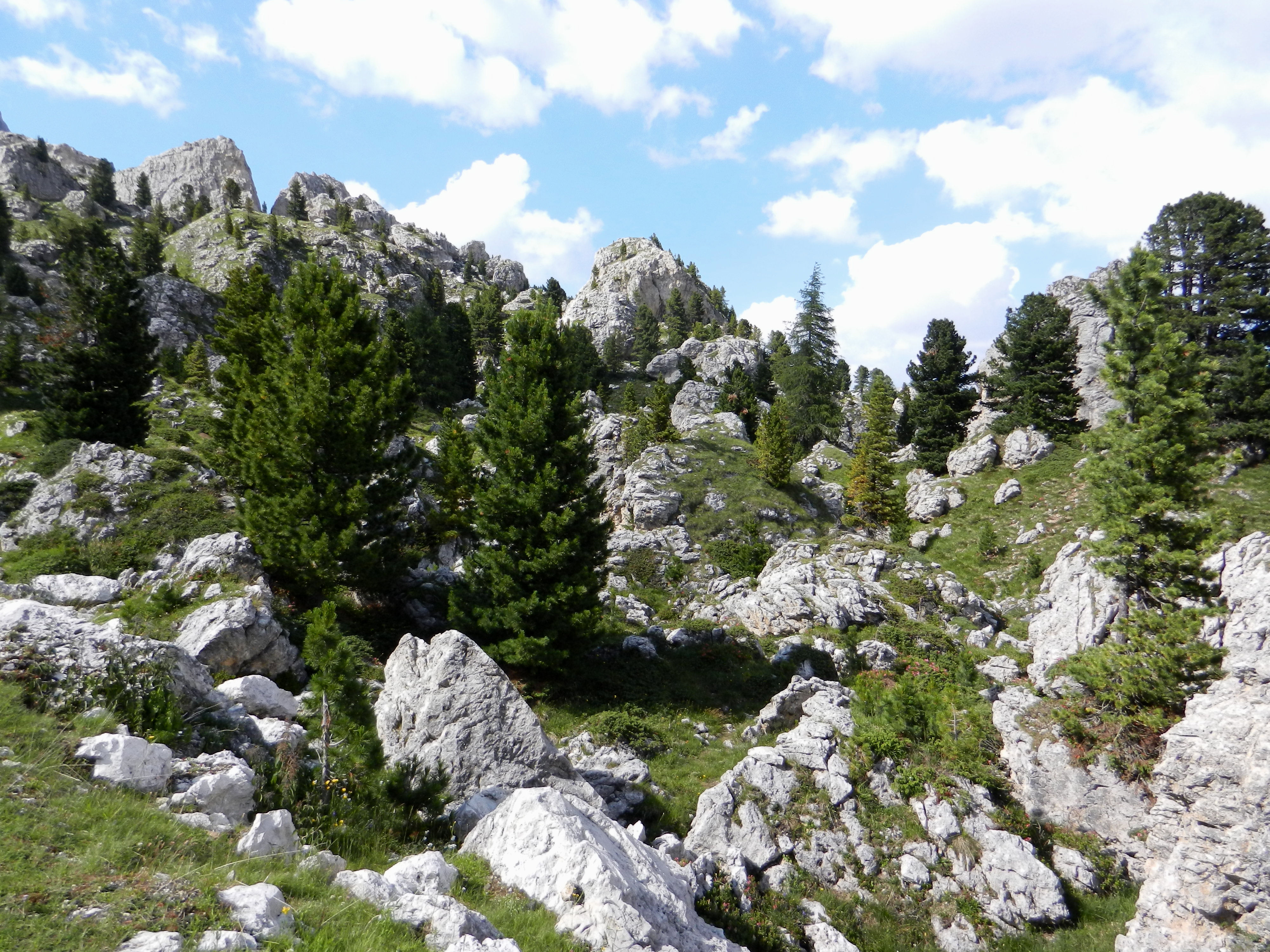
La Città dei Sassi.

La zone naturaliste connue sous le nom de Città dei Sassi, un labyrinthe de rochers et d'arbres qui, ces dernières années, est devenu l'un des lieux de prédilection pour les amateurs d'escalade, se situe à proximité du col.

### Sport automobile
Le col Sella se trouve également le long du parcours de l'ancienne course automobile Coupe d'Or des Dolomites.

## Restrictions de circulation
Du 23 juillet au 31 août 2018, le trafic a été limité à 350 véhicules en semaine, de 9 h à 16 h. La limitation a ensuite été annulée à partir de l'année suivante.